# Hakkōda-Gebirge
Hakkōda-Gebirge bzw. Hakkōda-Berge (japanisch 八甲田山, Hakkōda-san) bezeichnet eine vulkanische Bergkette in der Präfektur Aomori im Norden der japanischen Hauptinsel Honshū. Das Gebirge besteht aus mehr als einem Dutzend Schichtvulkanen und Lavadomen, die sich in zwei Gruppen aufteilen. Die nördliche Gruppe erhebt sich aus dem Rand einer Caldera mit 8 Kilometern Durchmesser, die im Pleistozän entstand. Die südliche Gruppe ist älter als diese Caldera.

## Beschreibung
Der höchste Gipfel der Bergkette ist der Ōdake (1584 m), eine Besteigung vom Sukayu Onsen aus dauert etwa vier Stunden. Der Schneereichtum der Region macht das Hakkōda-Gebirge zu einem beliebten Ziel bei Touren- und Abfahrtsläufern. Etwa 150.000 Touristen werden hier jährlich gezählt. Es gibt zwei Schutzhütten, die für Übernachtungen bei längeren Touren genutzt werden können. Die unteren Hänge sind bewaldet, mit eingestreuten Moorflächen.
Zusammen mit dem Towada-See und dem Fluss Oirase bildet das Hakkōda-Gebirge den Towada-Hachimantai-Nationalpark.
Der Hakkōda-Tunnel unterquert einen Teil des Gebirges. Mit über 26 Kilometern Länge ist er einer der längsten Eisenbahntunnel der Welt.

## Geologie
Die vulkanischen Gipfel bestehen aus mafischen Gesteinen, vor allem aus Andesit, Dazit und Basalt. Obwohl die beiden verschiedenen Vulkangruppen im Pleistozän entstanden, ist die südliche Gruppe älter als die nördliche. Die Gesteine im Süden sind 700.000 bis 1,7 Mio. Jahre alt, diejenigen im Norden lediglich 13.000 bis 700.000 Jahre.

## Gipfel
Es folgt eine Liste von Bergen im Hakkōda-Gebirge:
- Nördliche Gruppe:
  - Ōdake (大岳), 1584,5 m
  - Takada-Ōdake (高田大岳), 1552 m
  - Ido-dake (井戸岳),[1] 1537 m
  - Akakura-dake (赤倉岳), 1521 m
  - Kodake (小岳), 1478 m
  - Iō-dake (硫黄岳), 1360 m
  - Tamoyachi-dake (田茂萢岳), 1324 m
  - Maedake (前嶽), 1251,7 m
  - Hinadake (雛岳), 1240,4 m
  - Ishikura-dake (石倉岳), 1202 m
- Südliche Gruppe:
  - Kamidake (上岳), 1516,5 m
  - Shimodake (下岳), 1342 m
  - Norikura-dake (乗鞍岳), 1449,9 m
  - Koma-ga-mine (駒ヶ峯), 1416,5 m
  - Sarukura-dake (猿倉岳), 1353,7 m
  - Yokodake (横岳), 1339,4 m
  - Akakura-dake (赤倉岳), 1290 m
  - Minamizawa-dake (南沢岳), 1198,8 m
  - Sakasagawa-dake (逆川岳), 1183,6 m

## Unglück von 1902

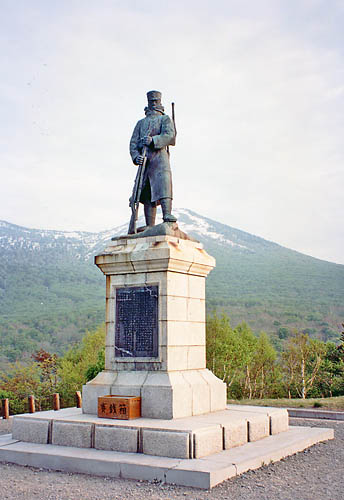
Denkmal für den Hakkōda-Bergvorfall, dargestellt ist der Überlebende Fusanosuke Gotō.

Am 23. Januar 1902 geriet eine Gruppe von Soldaten der Kaiserlich Japanischen Armee in den Bergen in einen Schneesturm, als sie an einer Winterübung teilnehmen wollten. Es starben 199 Mann, wodurch der Hakkōda-Bergvorfall zur größten Bergsteigerkatastrophe in der Geschichte wurde.